# Funny Cide
Funny Cide, född 20 april 2000, död 16 juli 2023, var ett engelskt fullblod, mest känd för att ha segrat i Kentucky Derby (2003) och Preakness Stakes (2003).

## Bakgrund
Funny Cide var en fuxvalack efter Distorted Humor och under Belle's Good Cide (efter Slewacide). Han föddes upp av WinStar Farm och ägdes av Sackatoga Stable. Han tränades under tävlingskarriären av Barclay Tagg.
Funny Cide tävlade mellan 2002 och 2007, och sprang in 3 529 412 dollar på 38 starter, varav 11 segrar, 6 andraplatser och 8 tredjeplatser. Han tog karriärens största segrar i Kentucky Derby (2003) och Preakness Stakes (2003). Han segrade även i Bertram F. Bongard Stakes (2002), Sleepy Hollow Stakes (2002), Excelsior Breeders' Cup Handicap (2004), Jockey Club Gold Cup (2004), Kings Point Handicap (2006), Dominion Day Stakes (2006) och Wadsworth Memorial Handicap (2007).

## Statistik
| Nr | Datum             | Löp                              | Grupp      | Plac. | Jockey             | Ref    |
| -- | ----------------- | -------------------------------- | ---------- | ----- | ------------------ | ------ |
| 1  | 8 september 2002  | Maiden Special Weight            | Maiden     | 1     | José Santos        | [ 4 ]  |
| 2  | 29 september 2002 | Bertram F. Bongard Stakes        | Black Type | 1     | José Santos        | [ 5 ]  |
| 3  | 19 oktober 2002   | Sleepy Hollow Stakes             | Black Type | 1     | José Santos        | [ 6 ]  |
| 4  | 18 januari 2003   | Holy Bull Stakes                 | III        | 5     | José Santos        | [ 7 ]  |
| 5  | 9 mars 2003       | Louisiana Derby                  | II         | 3     | José Santos        | [ 8 ]  |
| 6  | 12 april 2003     | Wood Memorial Stakes             | I          | 2     | José Santos        | [ 9 ]  |
| 7  | 3 maj 2003        | Kentucky Derby                   | I          | 1     | José Santos        | [ 10 ] |
| 8  | 17 maj 2003       | Preakness Stakes                 | I          | 1     | José Santos        | [ 11 ] |
| 9  | 7 juni 2003       | Belmont Stakes                   | I          | 3     | José Santos        | [ 12 ] |
| 10 | 3 augusti 2003    | Haskell Invitational Handicap    | I          | 3     | José Santos        | [ 13 ] |
| 11 | 25 oktober 2003   | Breeders' Cup Classic            | I          | 9     | Julie Krone        | [ 14 ] |
| 12 | 10 januari 2004   | Allowance Optional Claiming      | Claiming   | 1     | José Santos        | [ 15 ] |
| 13 | 7 februari 2004   | Donn Handicap                    | I          | 3     | José Santos        | [ 16 ] |
| 14 | 29 februari 2004  | New Orleans Handicap             | II         | 3     | José Santos        | [ 17 ] |
| 15 | 3 april 2004      | Excelsior Breeders' Cup Handicap | III        | 1     | José Santos        | [ 18 ] |
| 16 | 31 maj 2004       | Metropolitan Handicap            | I          | 5     | José Santos        | [ 19 ] |
| 17 | 19 juni 2004      | Massachusetts Handicap           | II         | 2     | José Santos        | [ 20 ] |
| 18 | 3 juli 2004       | Suburban Handicap                | I          | 3     | José Santos        | [ 21 ] |
| 19 | 22 augusti 2004   | Saratoga Breeders' Cup Handicap  | II         | 2     | Edgar Prado        | [ 22 ] |
| 20 | 2 oktober 2004    | Jockey Club Gold Cup             | I          | 1     | José Santos        | [ 23 ] |
| 21 | 30 oktober 2004   | Breeders' Cup Classic            | I          | 10    | José Santos        | [ 24 ] |
| 22 | 20 maj 2005       | Pimlico Special Handicap         | I          | 4     | José Santos        | [ 25 ] |
| 23 | 11 juni 2005      | Brooklyn Handicap                | II         | 5     | José Santos        | [ 26 ] |
| 24 | 2 juli 2005       | Suburban Handicap                | I          | 6     | José Santos        | [ 27 ] |
| 25 | 7 januari 2006    | Mr. Prospector Handicap          | III        | 7     | Edgar Prado        | [ 28 ] |
| 26 | 2 februari 2006   | Allowance Optional Claiming      | Claiming   | 2     | Edgar Prado        | [ 29 ] |
| 27 | 4 mars 2006       | Gulfstream Park Handicap         | II         | 7     | Edgar Prado        | [ 30 ] |
| 28 | 1 april 2006      | Excelsior Breeders' Cup Handicap | III        | 2     | Richard Migliore   | [ 31 ] |
| 29 | 30 april 2006     | Kings Point Handicap             | Black Type | 1     | Richard Migliore   | [ 32 ] |
| 30 | 20 maj 2006       | William Donald Schaefer Handicap | III        | 3     | Richard Migliore   | [ 33 ] |
| 31 | 1 juli 2006       | Dominion Day Stakes              | III        | 1     | Richard Migliore   | [ 34 ] |
| 32 | 2 september 2006  | Woodward Stakes                  | I          | 8     | Richard Migliore   | [ 35 ] |
| 33 | 16 september 2006 | Brooklyn Breeders' Cup Handicap  | II         | 4     | Cornelio Velasquez | [ 36 ] |
| 34 | 21 oktober 2006   | Empire Classic Handicap          | Black Type | 4     | Cornelio Velasquez | [ 37 ] |
| 35 | 6 april 2007      | Allowance Optional Claiming      | Claiming   | 7     | Cornelio Velasquez | [ 38 ] |
| 36 | 29 april 2007     | Kings Point Handicap             | Black Type | 3     | Cornelio Velasquez | [ 39 ] |
| 37 | 18 maj 2007       | Wagon Limit Stakes               | Black Type | 3     | Cornelio Velasquez | [ 40 ] |
| 38 | 4 juli 2007       | Wadsworth Memorial Handicap      | Listed     | 1     | Alan Garcia        | [ 41 ] |